# Referendum in Britisch-Togoland 1956
Das Referendum in Britisch-Togoland war eine Abstimmung am 9. Mai 1956 in der britischen Kolonie Togoland.
Hier sollte das Volk abstimmen, ob es politisch zur Kolonie Goldküste, auf dem Gebiet des heutigen Ghana gehören wird oder nicht. Die Alternative zur Zugehörigkeit zu Ghana wäre eine Vereinigung mit dem noch nicht unabhängigen französischen Togo gewesen. Insgesamt stimmten 272.663 Wähler ab und entschieden für die Zugehörigkeit zu Ghana. Allerdings stimmte die Mehrheit der Ewe (also des Mehrheitsvolkes im Süden des Abstimmungsgebietes) dagegen, da so die Trennung der großen Volksgruppe der sowohl im heutigen Ghana als auch in Togo lebenden Ewe durch eine Staatsgrenze zementiert wurde. Britisch-Togoland wurde als Ergebnis der Abstimmung 1957 gemeinsam mit der damaligen britischen Kolonie Goldküste als Teil des neuen Staates Ghana unabhängig, aber der Ewe-Nationalismus war lange Zeit ein Problem für den jungen Staat Ghana. So entstanden mehrere Rebellengruppen wie z. B. Togoland Unification Movement (Bewegung zur Vereinigung Togolands) und Ewe Unification Movement (Bewegung zur Vereinigung der Ewe).
| Abstimmverhalten                        | Stimmen | %       |
| --------------------------------------- | ------- | ------- |
| Für die Vereinigung mit der Goldküste   | 142.214 | 63,37 % |
| Gegen die Vereinigung mit der Goldküste | 80.199  | 36,63 % |
| Quelle:                                 |         |         |